# Nitryle

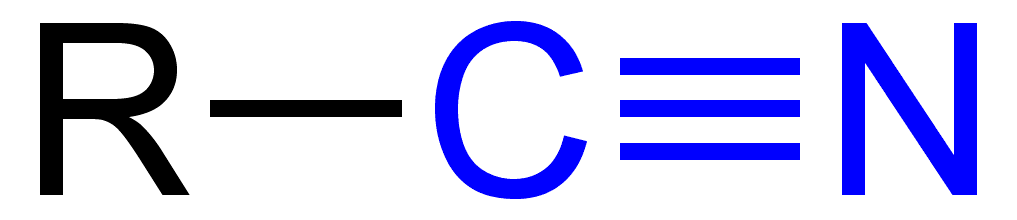
Ogólna budowa nitrylu

Nitryle – organiczne związki chemiczne zawierające grupę nitrylową, pochodne cyjanowodoru, o wzorze ogólnym R−C≡N.
Acetonitryl i benzonitryl stosowane są jako rozpuszczalniki, a akrylonitryl jako monomer do otrzymywania poliakrylonitrylu.

## Otrzymywanie
- w reakcji fluorowcopochodnych alkilowych z nieorganicznymi cyjankami (sodu, potasu, srebra(I))
- w przypadku nitryli aromatycznych, w reakcji soli diazoniowych z cyjankiem miedzi(I)

## Nazewnictwo i przykłady
Nazwy nitryli tworzy się od nazw kwasów karboksylowych zawierających tyle samo atomów węgla co dany nitryl, wliczając w to atom węgla w grupie −C≡N, np.
- CH
3−C≡N – nitryl kwasu octowego lub acetonitryl
- H
2C=CH−C≡N – nitryl kwasu akrylowego lub akrylonitryl
- C
6H
5−C≡N – nitryl kwasu benzoesowego lub benzonitryl.

Można też stosować terminologię traktującą te związki jako pochodne węglowodorów, np. cyjanek metylu, cyjanek winylu, cyjanek fenylu.
W literaturze termin nitryl jest używany również zamiennie z przedrostkiem cyjano-, np. cyjanometan, cyjanowinyl.

## Reakcje
dając odpowiedni kwas karboksylowy lub jego sól.
- Poddane redukcji, przechodzą w aminy pierwszorzędowe: R−C≡N + 2H
2 → R−CH
2−NH
2.
- Ulegają hydrolizie – pierwszym produktem hydrolizy jest amid kwasowy, który ulega dalszej hydrolizie dając kwas karboksylowy lub jego sól. W większości przypadków hydrolizę nitrylu do kwasu prowadzi się bez wydzielenia odpowiedniego amidu. Hydroliza może być przebiegać zarówno w środowisku kwasowym, jak i zasadowym, dając jako końcowe produkty reakcji kwasy karboksylowe i amoniak[1].